# József Turay
József Turay (Eger, 1 de março de 1905 - 24 de junho de 1963) foi um futebolista húngaro. 

## Carreira
József Turay fez parte do elenco da Seleção Húngara de Futebol da Copa do Mundo de 1938. Ele fez três partidas.

## Ligações Externas
- Perfil em Fifa.com (em inglês)